# فيضانات إفريقيا 2022
فيضانات أوغندا 2022 في 24 يناير 2022 تسببت الفيضانات المفاجئة في أوغندا في مقتل تسعة أشخاص.

## الفيضانات
وفقًا للصليب الأحمر الأوغندي فقد تسببت الأمطار الغزيرة على منحدرات جبل موهافورا في 24 في حدوث فيضانات وطين وصخور وحطام عبر أجزاء من منطقة كيسورو، مما أدى إلى تدمير المنازل والطرق والبنية التحتية. وتشمل المقاطعات الفرعية المتضررة نياروسيزا ومورامبا وبوناغانا. قال سكان محليون إن عددا من الأشخاص فقدوا في أعقاب الفيضانات. تعمل فرق الصليب الأحمر في المنطقة وأفادت أنه تم العثور على 9 جثث.